# John Comber
John Howard Comber (8 de enero de 1861 - 1903) fue un jugador de críquet inglés. El estilo de bateo y lanzamiento de Comber es desconocido. Nació en Brighton, Sussex y murió en Lowell, Massachusetts.
Comber hizo su debut en primera clase para Sussex contra Kent en el Bat and Ball Ground, Gravesend, en 1885. Hizo dos apariciones más en primera clase para Sussex esa temporada, contra Hampshire en el County Ground, Southampton y Gloucestershire en el College Ground, Cheltenham. En sus tres partidos de primera clase, tuvo dificultades, anotando solo 28 carreras con un promedio de 5.60, y una puntuación máxima de 8.
En algún momento de su vida se trasladó a los Estados Unidos, donde en 1892 se le registra como "supervisor" en su matrimonio con Lucy Johnson en Lowell, Massachusetts; tuvieron una hija, también llamada Lucy, en 1895. Participó en un partido para Massachusetts contra el equipo de Lord Hawke en 1894. Murió en 1903, aunque no se conoce la fecha exacta de su muerte.